# Jean Charles Pinheira
Jean Charles Pinheira (Grenoble, 2 de Abril de 1932) é um fotógrafo luso-francês.
Filho de pai português e mãe francesa, já com 16 anos foi autor de uma foto-reportagem, quando encontrou Rita Hayworth e Ali Khan numa ilha moçambicana. 
Ficou conhecido, em França, pelas reportagens de regiões francesas, e internacionalmente pela sua obra fotográfica no Brasil, com frequentes exposições. Entre 1970 e 1975 percorreu Angola, país que deixou antes da independência. Em 2010 foi publicado o livro Em paz por terras de Angola, documento dessa experiência, com textos do jornalista luso-angolano Sandro Bettencourt. O livro mostra os vários aspectos de Angola nos últimos anos como colónia portuguesa. É apresentado o país com os seus importantes progressos económicos, a variedade de culturas e dos centros urbanos e paisagens em Angola, e a riqueza da sua flora e fauna.
Jean Charles Pinheira vive hoje em Pocé-sur-Cisse (França), com a sua esposa Marie Christine, que o acompanhou na segunda metade do seu trajeto angolano, pouco antes do matrimónio.
Em 2019, cumpriram-se 50 anos desde o início da aventura angolana do fotógrafo. Jean Charles Pinheira tem vindo a editar vários livros que contam esta aventura e onde são encontradas fotografias preciosas de Angola. Estes livros estão disponíveis online, na página do autor.